# Il libro di Thel
Il libro di Thel è un poema di William Blake datato il 1789 e probabilmente composto nel biennio 1788-1790. È illustrato con incisioni e disegni fatti dallo stesso Blake, ed è relativamente breve e di semplice comprensione rispetto alle sue ultime opere profetiche. Il metro è caratterizzato da quattordici sillabe con sette piedi giambici, quello che in lessico metrico inglese si definisce fourteener.
Questo poema è stato preceduto da Tiriel, poema che Blake non pubblicò e delle quali Il libro di Thel incorpora alcuni versi. L'opera consiste di 8 tavole di incisioni a rilievo. Sono state rinvenute 15 copie di stampa originale risalenti al periodo 1789-1793, e due copie, datate 1815, che hanno una colorazione più elaborata delle altre.

## Il Motto di Thel
(Tavola Il Motto di Thel)
Il motto di Thel può trovare interpretazione nel disprezzo di Blake per la Chiesa Anglicana. La "verga d'argento" dove non è possibile trovare la Saggezza si riferisce allo scettro o al bastone usati nelle monarchie tradizionali o addirittura dalle alte cariche ecclesiastiche prima della creazione della Chiesa Anglicana e la conseguente apostasia dal Papato in Inghilterra tra il XVI ed il XVII secolo.. Più avanti, si afferma che l'Amore non può essere trovato in una "coppa dorata", che si riferisce al calice che viene sollevato dai sacerdoti cristiani nel rito dell'Espiazione del sangue. Il fatto che la verga e la coppa facciano riferimento alla religione cristiana è correlato alla sfiducia che molti scrittori romantici, compreso Blake, avevano con la Chiesa temporale.
Un'altra interpretazione intende la verga d'argento e la coppa dorata come i genitali maschili e femminili.
È importante ricordare che Blake incise la tavola del Motto dopo aver fatto le prime cinque, e le date suggeriscono che la tavola del Motto e la tavola numero 6 siano state create contemporaneamente. Dato che il Motto è chiaramente un'aggiunta quasi postuma all'opera, è possibile fare un collegamento tra la tavola finale, la numero 6, e il Motto di Thel. La connessione che esiste tra la cava della talpa e l'area sotterranea in cui Thel entra nella tavola 6 allude al fatto che creature che vivono in mondi diversi conoscono cose diverse: così come l'aquila conosce i cieli e deve rivolgersi alla talpa per conoscere la terra, Thel conosce solo innocenza ed eternità e deve essere dotata di mortalità se vuole conoscere ciò che fanno i mortali sulla Terra.

## Personaggi
- Thel - una prima interpretazione del personaggio può essere dato dal significato del suo nome, che in greco antico significa "volontà" o "desiderio" ("volere" in greco antico si dice θέλω)[3] Il nome è spesso visto come un riflesso dell'allegoria del desiderio che l'opera fa. Altri hanno individuato una connessione tra "thel" e "femminilità" (in greco θῆλυ)[3] Thel è anche interpretata come un'anima mai nata che si rifiuta di vivere come un mortale nel mondo materiale[4]. Un'altra popolare interpretazione è che Thel è una vergine immatura che si ritrae dalla maturità sessuale[4]. Un'ultima interpretazione della figura della protagonista è il suo rappresentare non solo la superficie della fragilità femminile, ma il suo essere simbolo per la femminile fragilità dell'essere umano.[5]
- Clod of Clay - Clod of Clay (Zolla di Argilla) è raffigurata come la figura materna per il verme infante.[6] Clod ha accettato l'ipocrita filosofia maschile che insegna che le donne non vivono per loro stesse[6], è incapace di avere fiducia in sé stessa e non riesce a cambiare perché non ha la capacità di mettere in discussione la sua posizione[6]. Non sa distinguere il bene dal male perché è stata vittima di un mondo dominato dai maschi. Ciò che la Zolla d'Argilla ha è la capacità di amare, che mostra al lettore attraverso le sue interazioni con il verme infante.[6] Anche se Clod parla a Thel dei problemi del matrimonio, Thel mantiene la sua immagine positiva del legame matrimoniale.[2]
- Lily of the Valley - Il Giglio della Valle è il primo personaggio che Thel incontra nella Valle di har. È una femmina adulta a cui è stato insegnato, così come a Thel, a pensare a sé stessa come un'erbaccia anziché qualcosa di bellissimo a causa delle pressioni patriarcali.[6] Tutte le mattine Dio scende nella valle insieme al sole nascente per ricordare al Giglio che lei appartiene a luoghi umili; è rassicurata dalle promesse di Dio di una vita in paradiso dopo la morte.[6] Il Giglio si accontenta di questa sola promessa, ed il suo consiglio mira a sminuire l'ansia di Thel e convincerla che sta esagerando; tuttavia Thel cerca di allontanarla.
- Cloud - La Nuvola, che nella lingua originale è un sostantivo maschile, appare quando Thel si compara con una nuvola[7] A differenza del soggetto della similitudine di Thel, Cloud è più che un convenzionale simbolo di mutevolezza.[2]
- The Worm - Il Verme (Worm) ha due aspetti, in uno simboleggia l'infante e in un altro il fallo.[6]. Thel reagisce diversamente ai due diversi simboli; quando il Verme simboleggia l'infante, Thel prova compassione per il suo essere indifeso, ma non ha intenzione di aiutarlo, mentre quando le appare come un fallo, immediatamente lei lo rifiuta e lo schernisce, definendolo immagine della debolezza.[6]

## Trama
Le figlie di Mne Seraphim sono tutte pastorelle nella Valle di Har, tranne la più giovane, Thel, che passa il tempo vagando da sola, tormentata da una domanda: perché la primavera della vita deve per forza finire, e con lei tutte le cose? Incontra il Giglio della Valle (Lily of the Valley, personaggio femminile) che cerca di confortarla, ma invano, e pertanto la incoraggia a chiedere alla Nuvola (Cloud, personaggio maschile). La Nuvola spiega che egli fa parte di un processo naturale e anche se talvolta scompare, non è mai per sempre. Thel replica che lei non è come la Nuvola, e quando scomparirà, non ritornerà più. Così la Nuvola suggerisce di fare la stessa domanda al Verme. Il Verme (the Worm), però, è ancora un infante, e non può rispondere; al suo posto, la Zolla d'Argilla (Clod of Clay) risponde spiegando che non si vive per noi stessi, ma per gli altri. Ella invita Thel ad entrare nel suo regno sotterraneo e vedere la prigione dei morti in cui lei stessa riposerà un giorno. Tuttavia, la protagonista viene assalita da voci misteriose che le pongono domande ancora più terribili sull'esistenza; lanciando un grido, Thel torna indietro alla sua casa nella Valle di Har. La cava rappresenta la sessualità e la mortalità, mentre la Valle di Har rappresenta la verginità e l'eternità. 

## Innocenza al confronto con l'Esperienza
Ne Il libro di Thel, la Valle di Har è raffigurata come un paradiso terrestre che esisteva in totale armonia; un mondo in cui la pioggia nutre i fiori e la zolla di argilla nutre il piccolo verme Il pensiero comune dei personaggi di questo mondo è "tutto ciò che vive, non vive da solo né per se stesso". Thel desidera entrare nel mondo dell'Esperienza e lasciarsi alle spalle il suo paradiso d'Innocenza. Tuttavia, una volta entrata nel mondo dell'Esperienza, teme la mortalità e l'inutilità di ogni vita umana, dato che ogni azione ci avvicina alla tomba. La paura di Thel può trovare anche interpretazione in quella di una vergine che teme di perdere la propria innocenza entrando nel mondo della sessualità adulta. In altre parole, la paura di Thel di crescere le impedisce di vivere davvero, e quando scappa dal mondo dell'esperienza perché le sembra una tomba, involontariamente scappa dalla vita stessa. Blake, analizzando il conflitto tra innocenza ed esperienza, ed ha scoperto che l'innocenza deve accollarsi un nuovo significato più elevato, trovato attraverso la sofferenza, che Thel non può raggiungere finché si aggrapperà alla paura di prendersi un rischio. L'idea che la sua vita futura fosse fatta di disperazione e morte è un altro esempio della prospettiva sbagliata di Thel. Altre interpretazioni suggeriscono che il Verme è un messaggero del mondo dell'Esperienza e che le sue parole sono incomprensibili per Thel perché il Verme non è parte del suo regno.
Il Verme infatti simboleggia la sessualità fallica e la morte certa nel mondo dei mortali, e la Zolla di Argilla è un mediatore, un'interfaccia tra l'innocenza e l'esperienza.

## In musica
- Bruce Dickinson incise una versione musicata del Libro di Thel (Book of Thel in lingua originale) come traccia per il suo album The Chemical Wedding.